# Ripipteryx trilobata
Ripipteryx trilobata är en insektsart som beskrevs av Henri Saussure 1874. Ripipteryx trilobata ingår i släktet Ripipteryx och familjen Ripipterygidae. Inga underarter finns listade i Catalogue of Life.